# برم (شاهرود)
برم یک روستا در ایران است که در دهستان خوارتوران شهرستان شاهرود واقع شده‌است. برم ۱۳۱ نفر جمعیت دارد.